# (10683) Carter
(10683) Carter (1980 LY) – planetoida z grupy pasa głównego asteroid okrążająca Słońce w ciągu 3,19 lat w średniej odległości 2,17 j.a. Odkryta 10 czerwca 1980 roku.